# Хлыстов, Геннадий
Генна́дий Хлысто́в (латыш. Genādijs Hlistovs; 22 января 1944 — июль 1986) — советский латвийский легкоатлет, специалист по бегу на длинные дистанции и кроссу. Выступал на всесоюзном уровне в 1960-х и 1970-х годах, чемпион СССР, победитель Спартакиады народов СССР, многократный призёр первенств всесоюзного и республиканского значения, действующий рекордсмен Латвии в беге на 10 000 метров, участник чемпионата Европы в Будапеште. Представлял Ригу и Вооружённые силы. Мастер спорта СССР.

## Биография
Геннадий Хлыстов родился 22 января 1944 года. Уроженец Куйбышева, впоследствии постоянно проживал в Риге, занимался лёгкой атлетикой под руководством тренера Иманта Яновича Гайлиса, выступал за Латвийскую ССР и Советскую Армию.
Впервые заявил о себе на всесоюзном уровне в сезоне 1965 года, когда на чемпионате СССР в Алма-Ате финишировал четвёртым в беге на 5000 метров. В той же дисциплине стал вторым на всесоюзном старте в Гагре.
В 1966 году выиграл серебряную медаль в беге на 5000 метров на соревнованиях в помещении в Ленинграде, получил серебро в дисциплине 5 км на чемпионате СССР по кроссу в Ессентуках, превзошёл всех соперников на 11-километровом кроссе Martini International в Брюсселе и в беге на 10 000 метров в матчевой встрече со сборной Великобритании в Лондоне. На Мемориале братьев Знаменских в Одессе стал серебряным призёром на дистанции 5000 метров. Благодаря череде удачных выступлений вошёл в основной состав советской сборной и удостоился права защищать честь страны на чемпионате Европы в Будапеште — в дисциплине 5000 метров показал в финале 13-й результат, тогда как в дисциплине 10 000 метров закрыл десятку сильнейших.
В 1967 году на чемпионате страны в рамках IV летней Спартакиады народов СССР в Москве одержал победу сразу в двух дисциплинах: 5000 и 10 000 метров. В беге на 5000 метров установил свой личный рекорд — 13:39.2.
В 1968 году завоевал серебряную награду на кроссе Юманите во Франции, уступив лишь своему соотечественнику Леониду Микитенко.
В июне 1973 года на соревнованиях в Москве стал пятым в дисциплине 10 000 метров, установив при этом ныне действующий рекорд Латвии — 28:25.8. Позднее в той же дисциплине занял десятое место на чемпионате СССР в Москве.
Погиб в автокатастрофе в июле 1986 года в возрасте 42 лет.